# Arganda (Lokomotive)

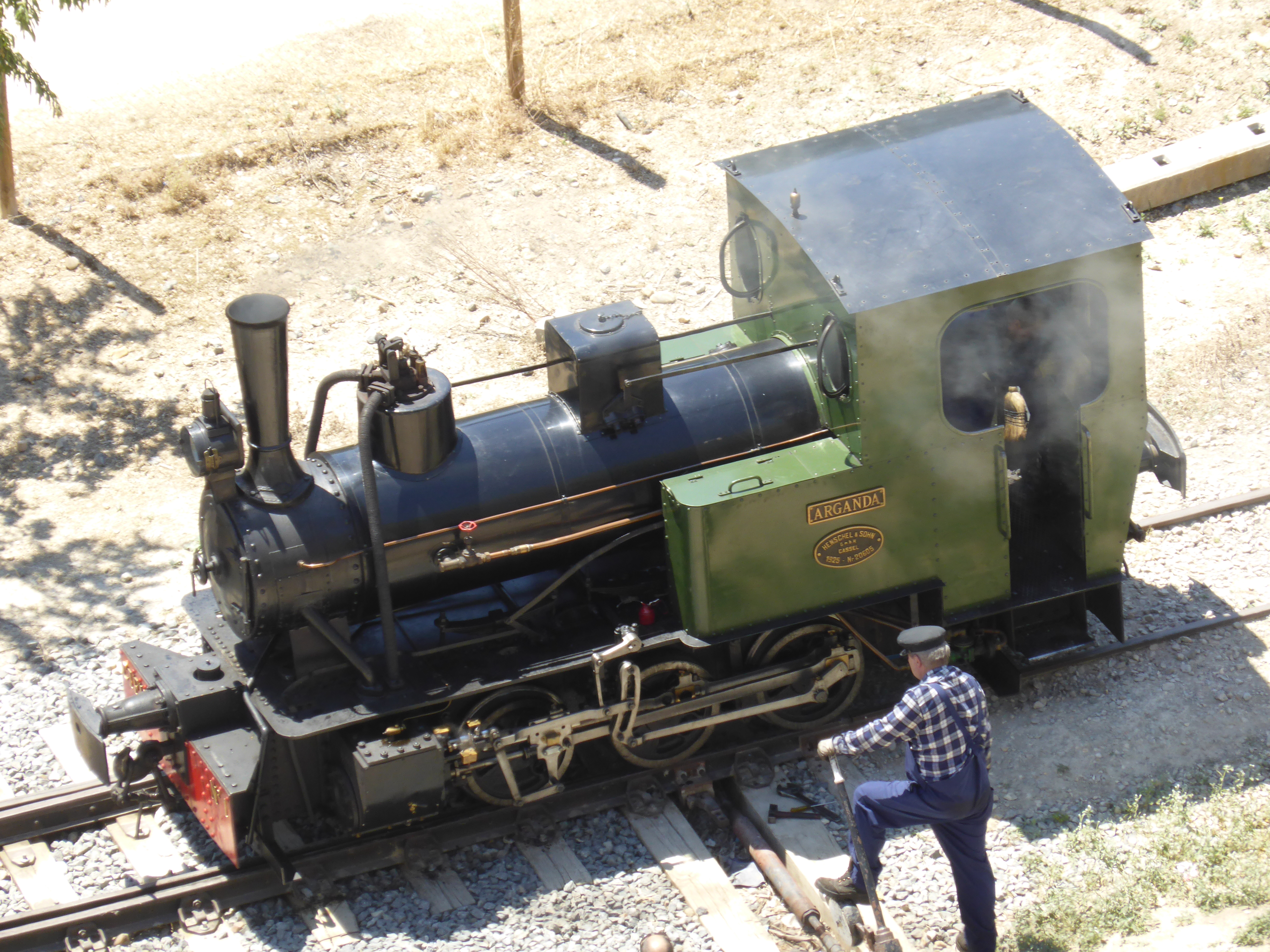
Die Henschel-Lokomotive Arganda

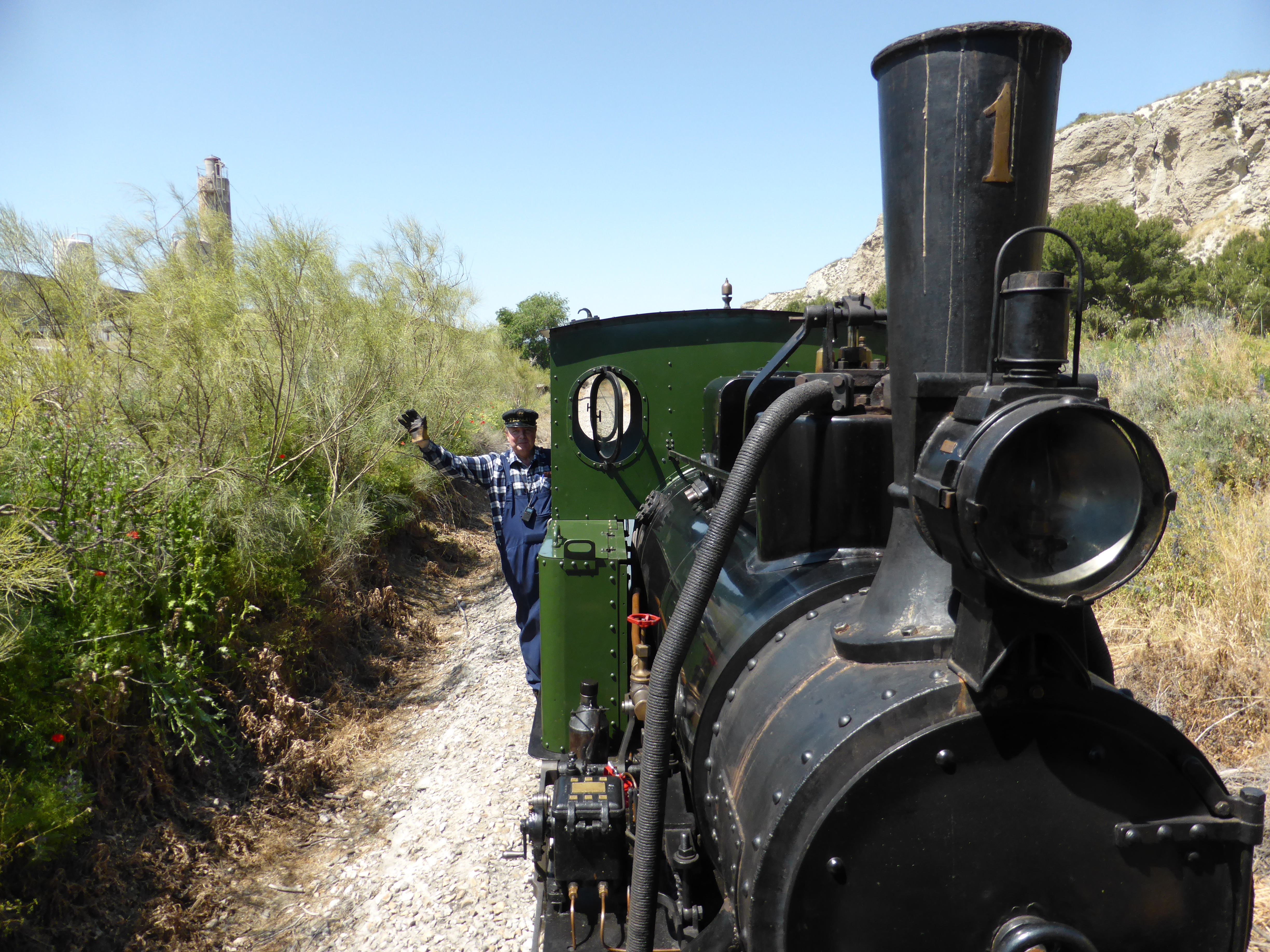
Die Arganda auf der historischen Ferrocarril del Tajuña

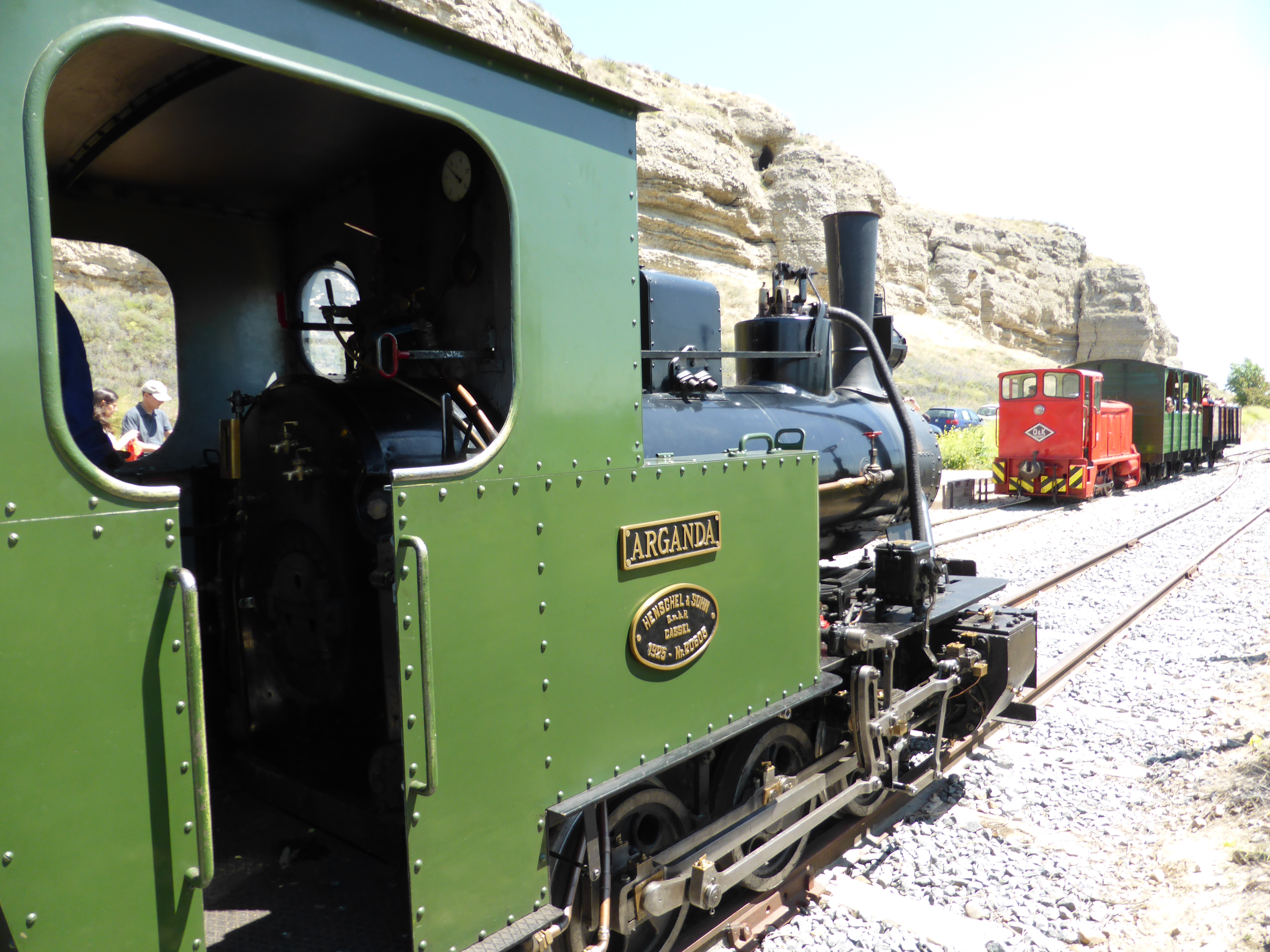
Zugbegegnung mit einer Orenstein & Koppel Diesellok

Die dreiachsige Dampflokomotive Arganda wurde 1925 bei Henschel & Sohn in Kassel hergestellt. Sie wird in fahrbereitem Zustand auf der spanischen Museumseisenbahn der Asociación Vapor Madrid zwischen dem Bahnhof La Poveda in Arganda del Rey und der Laguna del Campillo in Rivas-Vaciamadrid südöstlich von Madrid eingesetzt.

## Technische Daten
Es handelt sich um eine Schmalspurlok mit 1000 mm Spurweite. Ihre Leistung beträgt 60 PS. Sie hat ein Leergewicht von 8,9 Tonnen und ein Betriebsgewicht von 11,5 Tonnen einschließlich des Gewichts von Kohle und Wasser. Ihre Die Höchstgeschwindigkeit beträgt 20 km/h, was den Einsatz für Personenzüge einschränkte, aber für die heutigen Touristenzüge angemessen ist. Die Seriennummer 20605 ist auf vielen Bauteilen eingeschlagen.

## Geschichte und heutige Verwendung
Sie wurde früher im Hafen von Musel in Gijón, Asturien eingesetzt um bei kleiner Geschwindigkeit schwere Lasten zu ziehen.
Die Lokomotive wurde im Juni 1990 in stark verrostetem, aber vollständigem Zustand von der Asociación Centro de Iniciativas Ferroviarias Vapor Madrid (CIFVM) auf einem Schrottplatz erworben und generalüberholt. Die Restaurierung dauerte drei Jahre. Die Lokomotive musste komplett zerlegt werden. Der Kessel wurde in Utebo (Saragossa) wieder aufgebaut. Die drei Achsen wurden in den Werkstätten der Metro Madrid spanend bearbeitet. Die meisten anderen Arbeiten wurden von Freiwilligen des Vereins durchgeführt.
Im Frühjahr von März bis Mai und im Herbst von Oktober bis Dezember wird sie sonntags für Touristenzüge eingesetzt, die aus verschiedenen Wagen zusammengestellt werden, einschließlich solcher mit zweiachsigen Drehgestellen. Die Züge fahren jeweils um 11:00, 12:00 und 13:00 Uhr am alten Bahnhof La Poveda ab, um die 3,5 km lange Strecke zwischen Arganda del Rey und Rivas-Vaciamadrid zu befahren. Die dabei durchquerte Landschaft ist abwechslungsreich. Ein Höhepunkt der Fahrt ist die Überquerung des Flusses Jarama auf einer langen Metall-Brücke mit Blick auf hohe Gipsklippen.

## Weitere Lokomotiven des Vereins
Die Arganda ist nicht die einzige Dampflokomotive des Vereins. Die Generalüberholung der Áliva, einer weiteren in Deutschland hergestellten Dampflokomotive von Orenstein & Koppel, die früher der Real Compañía Asturiana de Minas gehörte, ist bereits weit vorangeschritten. Darüber hinaus gibt es zwei weitere Dampflokomotiven, mehrere Diesel-Lokomotiven, Triebwagen, Busse, Lastwagen und Transporter der unterschiedlichsten Herkunft. Fast alles Rollmaterial ist Schmalspur.